# Qoshots

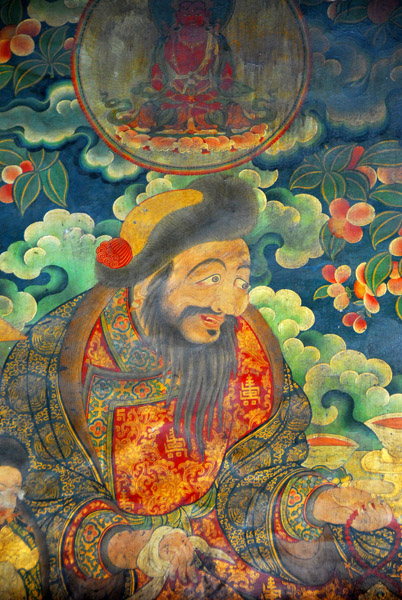
Güshi Khan, un roi qoshot et roi du Tibet.

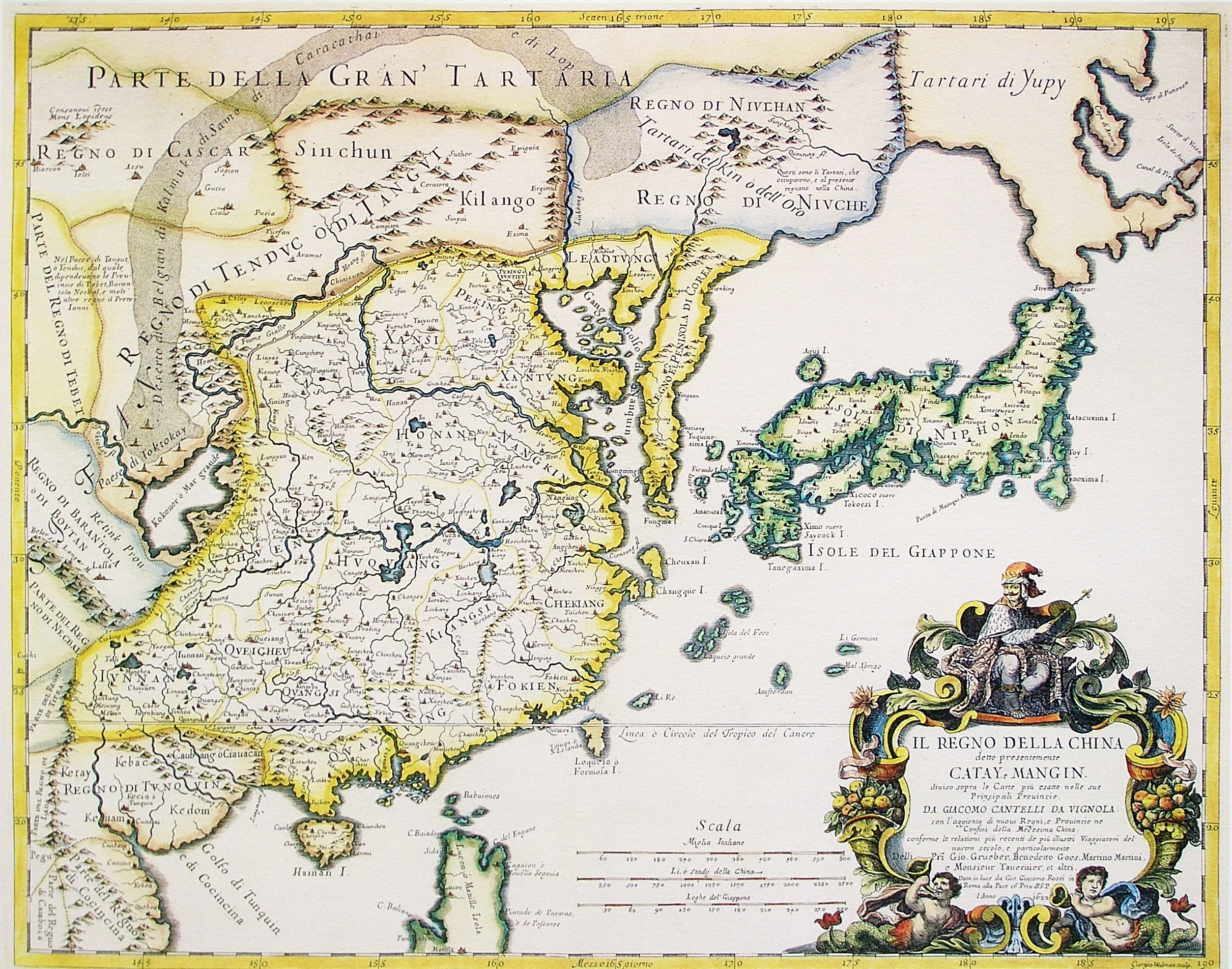
Carte italienne de 1682 représentant Kokonor dans le royaume des Tangoutes « Regno di Tenduc o di Tangut » et frontalier au Sud du Bhoutan, à L'ouest du Tibet, au Nord-Ouest de Kachgar, et au Nord-Est des Jurchen (famille des Jin ou de l'or)

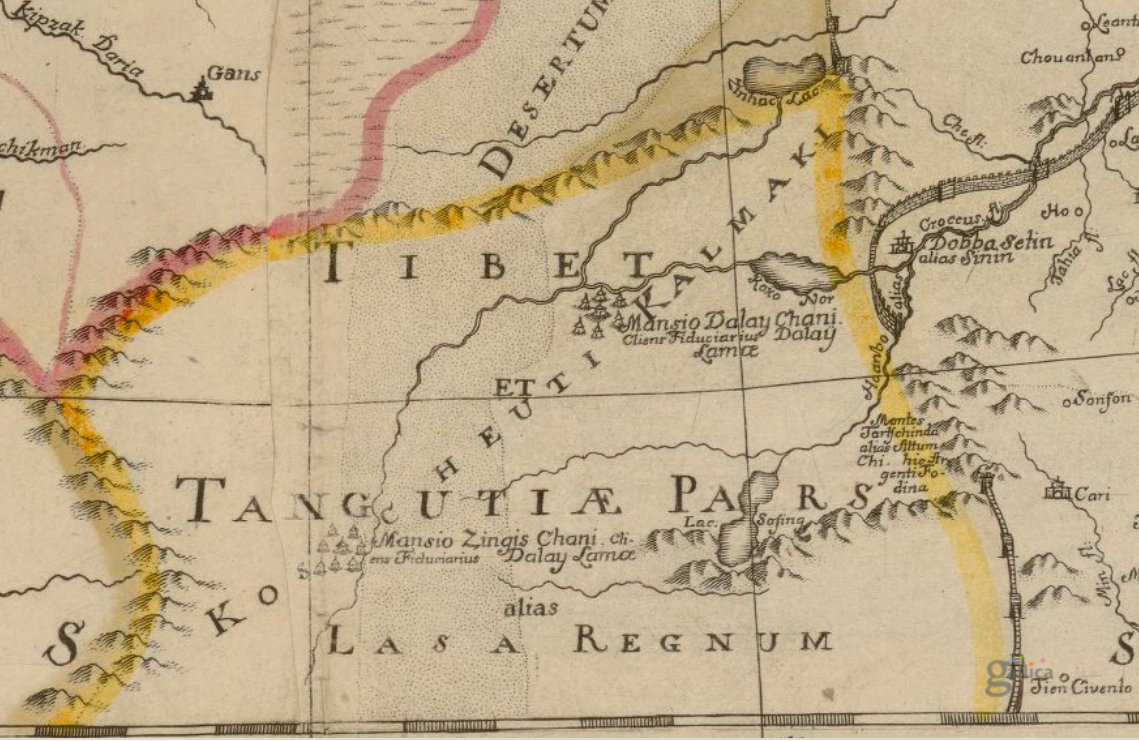
Carte du Khanat Koshuud sur le plateau du Tibet (« Kochueuti Kalmaki — Tibet et Tangutiæ Pars alias Lasa Regnum ») publié entre 1700 et 1750 en Europe. Près du lac Qinghai (Khökh nuur/Koko Nor en mongol) est écrit : « Mansio Dalay Chani. Cliens Fiduciarius Dalaÿ Lamæ », Séjour (du) Dalaï Khan. Client (serviteur) fiduciaire dalaï-lama. Au niveau de Lhassa (Lassa Regnum), Mansio Zingis chani cliens Fiduciarius Dalay Lama

Les Qoshots, parfois orthographié Qoshots ou Khoshuts / Hoshuts (mongol : ᠬᠣᠱᠤᠳ, VPMC : Qošut, cyrillique : Хошууд, MNS : Khoshuud / Hoshuud ou Khošuud / Hošuud ; kalmouk : Хошууд, ou encore autrefois en français, Khochoute, sont une des quatre principaux peuples des Oïrats. À l'origine, les Khoshuuds étaient des Khorchins, du sud-est de la Mongolie, mais au XVe siècle, ils migrèrent à l'ouest de la Mongolie pour s'allier aux Oïrats afin de contrer le pouvoir militaire du centre de la Mongolie.

## Démographie
Certains vivent dans l'aïmag (ligue) de Khovd en Mongolie.

## Histoire

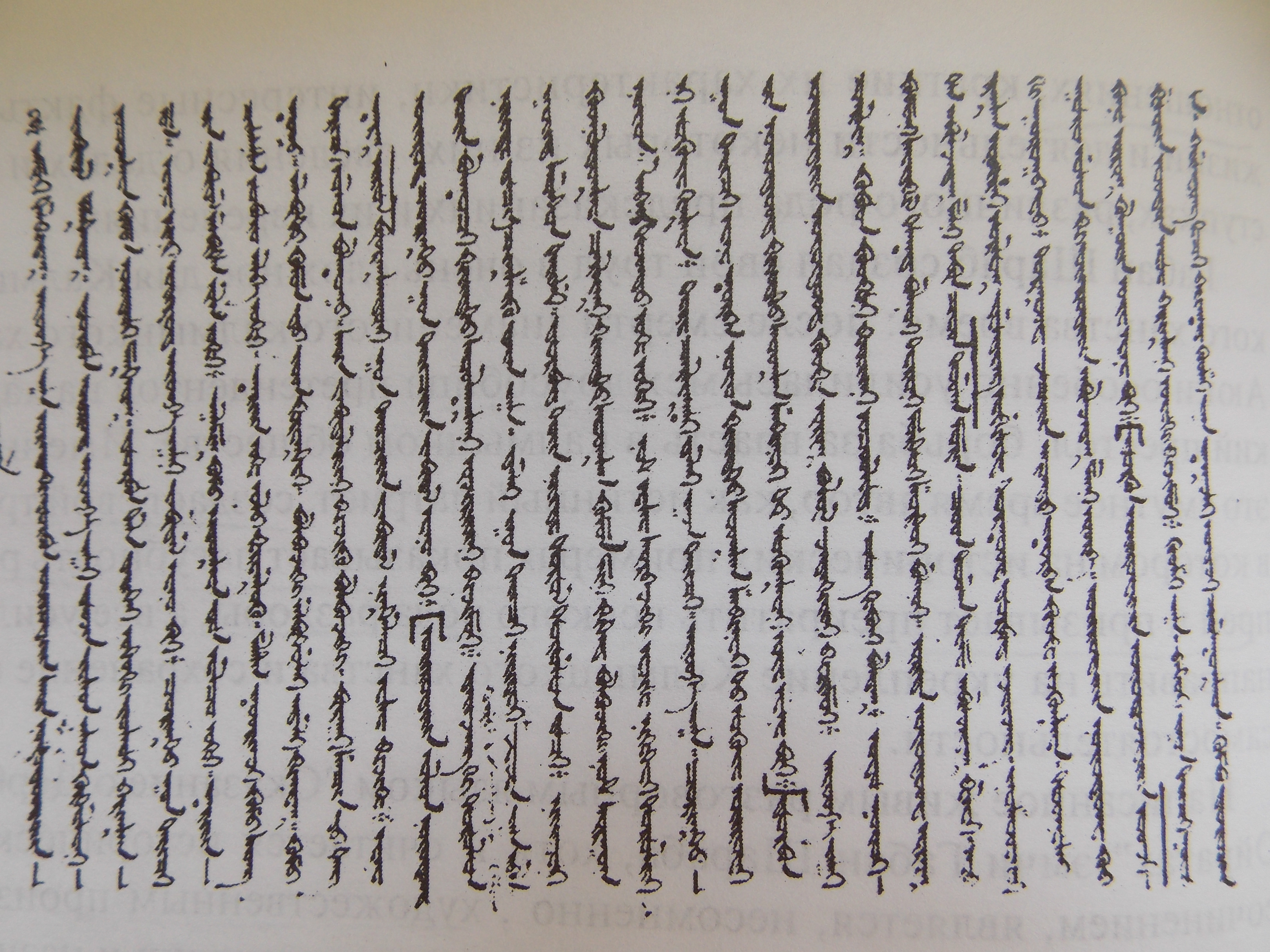
écrits de Gaban Sharab sur les Oïrats

Les Qoshots (ou Khoshuuds) apparurent d'abord dans les années 1580 et furent le plus puissant peuple oïrates, lorsque Baibagas Khan en 1587 le titre de chulgan-dargoi (чулган-даргой) des Oïrats, lui confèrent le pouvoir législatif, religieux et militaires. Celui-ci contribue à la diffusion du lamaïsme. Selon la biographie de Zaya Pandita, de Gaban Sharab (Габан Шараб) et fait des échanges entre Khalkhas et dalaï-lama. Ils ont ensuite un rôle important dans le contrôle militaire du Tibet et sont les protecteurs de l'école gelug (école des bonnets jaunes) du bouddhisme tibétain. Les dalaï-lamas, chefs de cette école, seront choisis dans leur zone de contrôle.

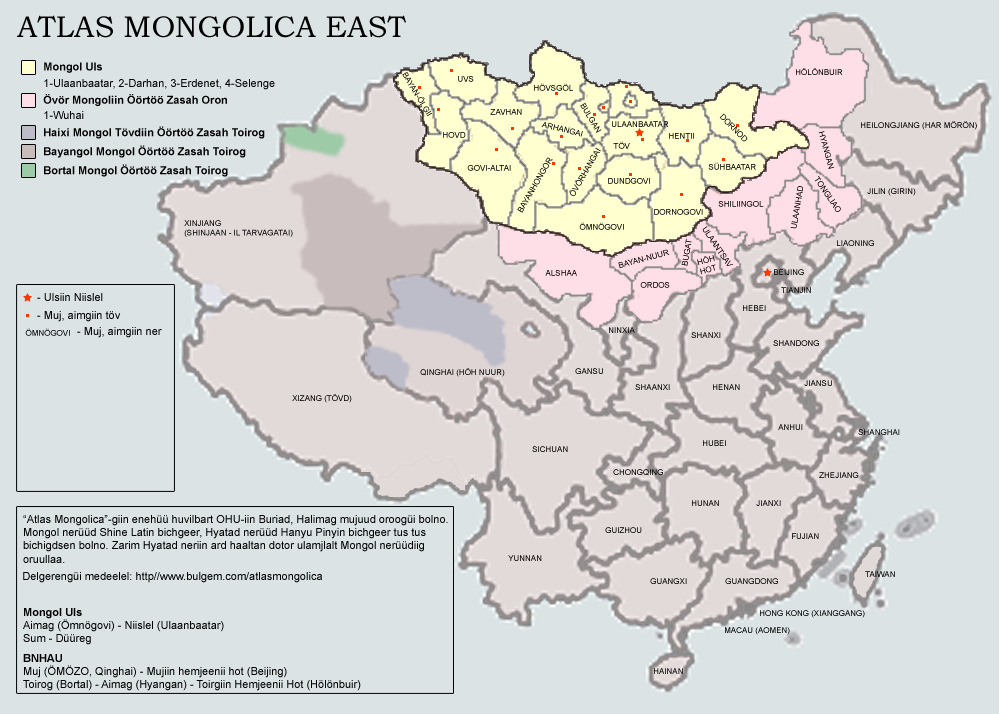
Zone d'influence des Oïrats, dont les Qoshots dans la province du Qinghai et d'autres Oïrats dans la Région autonome du Xinjiang.

En 1636, Güshi Khan dirige de nombreux Qoshots qui partent de Dzoungarie pour s'installer autour du lac Khökhnuur (en chinois, lac Qinghai, parfois écrit Kokonor ou Kokenuur). Ils y établissent le khanat qoshot qui contrôle le Kokonor, et le Qaidam. Une importante population qoshot est présente dans cette région depuis lors, jusqu'à nos jours.
Le régent du Tibet Tsangpa Desi (Karma Tenkyong Wangpo) envahi Lhassa entre 1630 et 1636 attaquant sauvagement les monastères de Drépung, Séra et Ganden. Güshi Khan, prince de la tribu mongole des Qoshots, souhaite vaincre Tsangpa Desi parce que ce dernier s'était allié à un ennemi de sa tribu mongole.
En 1641 il atteint Lhassa où il est reçu par l'entourage du dalaï-lama. Malgré les exhortations du dalaï-lama, il progresse vers la région du Tsang et envahit Shigatsé (alors appelé Samdrubtsé), capturant dans sa forteresse le roi du Tsang. Celui-ci est enfermé dans un sac de peau puis noyé dans la rivière, comme le veut la tradition.
Il met en place Lobsang Gyatso comme 5e dalaï-lama. En échange, il est intronisé roi du Tibet par celui-ci. Quelque temps après 1645, son frère, Kondeleng Ubashi, migre vers la Volga, et rejoint les Kalmouks. Malgré tout, de nombreux Qoshots restent dans le territoire Oïrat, la Dzoungarie, sous Ochirtu Setsen.
Fils de Dalai Khan, Lkhazan Khan empoisonne son frère, Vangjal, qui gouverne les Qoshots de 1701 à 1703, et devient l'allié de l'empereur mandchou Kangxi, qui le nomme régent du Tibet. En 1705-1706, Lkhazan Khan entre à Lhassa, met à mort le dési Sangyé Gyatso, dépose le jeune dalaï-lama qu'il avait choisi et en fait choisir un plus sûr. Il se fait tuer en 1717 par d'autres Dzoungars, venus de Dzoungarie et dirigés par Tsewang Rabtan, appelé par les Tibétains.
En 1720, l'Empereur Qing Kangxi intervient pour redresser la situation, l'armée mandchoue reprend Lhassa et fait placer le dalaï-lama sur le trône, en tant que chef temporel du Tibet,,.
En 1723, ils se révoltent contre le pouvoir Qing sous Lobsang Danjin ( Wylie : Blo bzang bstan 'dzin), avant de les intégrer via le système de bannières.

## Généalogie des Khans qoshots

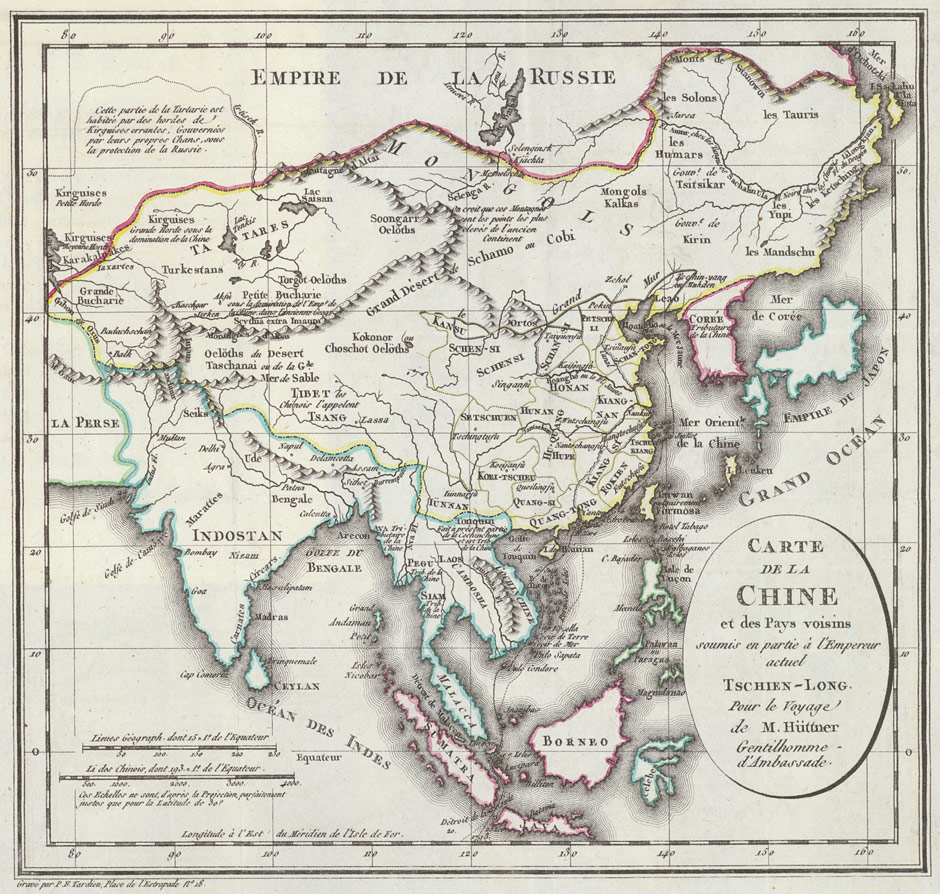
Carte représentant le Khanat Qoshot Oïrat de Kokonor (inscrit Kokonor Choschot Oelöths) en 1798, par Johann Christian Hüttner pour l'ambassade britannique

Le khanat qoshot de Kokonor ne commence qu'avec Güshi Khan vers 1642.
C'est à partir de 1642 que Güshi khan contrôle et est le roi du Tibet et cela continuera avec ses descendants, jusqu'à 1717
| Génération | Nom chinois                                                            | nom mongol (ou tibétain si précisé)                                                                           | transcription latine                                       | Années                           | Remarque                                                     |
| ---------- | ---------------------------------------------------------------------- | --- | ---------------------------------------------------------- | -------------------------------- | ------------------------------------------------------------ |
| 1re        | 博贝密尔咱, bóbèimìěrzán                                               | mongol : ᠪᠥᠪᠡᠢ, cyrillique : Бүүвэй Мирзэй                                                                    | Buuvei Mirzei                                              | environ 2e moitié du XVIe siècle |                                                              |
| 2e         | 哈尼诺颜洪果尔, hānínuòyán hóngguǒěr                                   | mongol : ᠬᠠᠨ ᠠ ᠨᠣᠶᠠᠨ ᠬᠣᠩᠭᠤᠷ, cyrillique : Ханай ноён хонгор                                                   | Khanai Noyan Khonggor                                      | ？－1585                         | fils de Buuvei Mireei                                        |
| 3e         | 拜巴噶斯, bàibāgásī                                                    | mongol : ᠪᠠᠶᠢᠪᠠᠭᠠᠰ ᠬᠠᠨ, cyrillique : Байбагас-хан ou mongol : ᠪᠠᠶᠢᠪᠠᠭᠠᠰ ᠪᠠᠭᠠᠲᠤᠷ, cyrillique : Байбагас баатар | Baibagas Khan ou Baibagas baatar                           | 1585－1640                       | second fils de Khanai Noyan Khonggor                         |
| 3e         | 昆都伦乌巴什, kūndōulún wūbāshí                                        | ? ᠤᠪᠠᠰᠢ ? Убаши                                                                                               | Kondeleng Ubashi ou Batur-Ubashi-Tumen                     | 1640－1644                       | troisième fils de Khanai Noyan Khonggor                      |
| 4e         | 鄂齐尔图汗, èqíěrtú hàn                                                | mongol : ᠸᠴᠢᠷ ᠲᠤ ᠰᠡᠴᠡᠨ ᠬᠠᠨ, cyrillique : Очирт Цэцэн хан                                                      | Ochirt Tsetsen Khan                                        | 1644—1676                        | fils de Baibagas Khan                                        |
| 3e         | 固始汗圖魯拜琥, gùshǐ hàn túlǔbàihǔ                                    | mongol : ᠭᠦᠱᠢ ᠬᠠᠨ, cyrillique : Гүүш хан Гүүш хан Төрбайх                                                     | Güshi Khan Guush Khan Törbaikh                             | 1642－1655                       | 4e fils de Khanai Noyan Khonggor Roi du Tibet de 1642 à 1655 |
| 4e         | 達延鄂齊爾汗, dáyán èqíěr hàn ou parfois 鄂齊爾汗達延, èqíěr hàn dáyán | ᠳᠠᠶᠠᠨ ᠬᠠᠨ Даян хан                                                                                            | Dayan Otchir Khan                                          | 1655－1668                       | fils aîné de Güshi Khan Roi du Tibet de 1658 à 1668          |
| 4e         | 达什巴图尔, dáshén bātúěr                                              | mongol : ᠳᠠᠰᠢᠪᠠᠭᠠᠲᠤᠷ, cyrillique : Дашбаатар                                                                  | Dashbaatar                                                 | 1668－1671                       | 10e fils de Güshi Khan                                       |
| 5e         | 貫綽克達賴汗朋素克, guànchuòkè dálài hàn péngsùkè                      | mongol : ᠺᠣᠨᠴᠣᠭ ᠳᠠᠯᠠᠢ ᠬᠠᠨ, cyrillique : Гончиг Далай хан                                                      | Gonchig Dalai khan                                         | 1671－1701                       | fils aîné de Dayan Otschir Khan Roi du Tibet de 1671 à 1701  |
| 6e         | ?                                                                      | mongol : ᠸᠠᠩᠵᠢᠯ ᠬᠠᠭᠠᠨ, cyrillique : Ванжил хаан                                                               | Vanjil Khaan ou Wangyal transcr. tib: Tenzin Wangchuk Khan | 1701－1703                       | fils de Gonchig Dalaï Khan                                   |
| 6e         | 拉藏汗, lāzàng hàn                                                     | mongol : ᠯᠠᠽᠠᠩ ᠬᠠᠨ, VPMC : Lazaang qan, cyrillique : Лхазан хан                                               | Lkhazan Khan                                               | 1703－1717                       | fils de Gonchig Dalaï Khan Roi du Tibet de 1703 à 1717       |
| 5e         | 罗卜藏丹津, luóbǔzàng dānjīn                                           | tibétain : བློ་བཟང་བསྟན་འཛིན, Wylie : blo bzang bstan 'dzin                                                       | Lobsang Danjin                                             | 1723－1724                       | fils de Dashen bator                                         |

## Vidéographie
- (ru) Baasanjav Terbish et Elvira Churyumova, « Sanj Khoyt, The History of the Khoshuds », sur Université de Cambridge, 31 mars 2018 (DOI 10.17863/CAM.23933)
- (ru) Baasanjav Terbish et Elvira Churyumova, « Sanj Khoyt, Where the Khoshuds Live », sur Université de Cambridge, 31 mars 2018 (DOI 10.17863/CAM.23934)